# Josh McEachran
Joshua Mark McEachran (* 1. března 1993 Oxford) je anglický profesionální fotbalista, který hraje na pozici středního záložníka za anglický klub Milton Keynes Dons FC. Je také bývalým anglickým mládežnickým reprezentantem.

## Klubová kariéra
McEachran se narodil ve městě Oxford. Začal hrát fotbal za klub Garden City F.C. v lize Oxford Mail, kde si ho všiml klub Chelsea. Připojil se k mládežnickému týmu v 8 letech a vyrůstal v akademii Chelsea, kdy zároveň plnil své školní povinnosti v Marlborough School ve Woodstock, Oxfordshire.

### Chelsea
McEachran si poprvé zahrál za první tým Chelsea 15. září 2010 v základní skupině Ligy mistrů proti Žilině, kdy nastoupil jako náhradník. Stal se tak prvním hráčem, který si zahrál soutěž, a přitom se narodil až poté, co Liga mistrů vznikla (25. listopadu 1992). V Premier League debutoval 25. září proti Manchesteru City (prohra 1:0).
Poté postupně hostoval v Swansea City AFC, Middlesbrough FC, Watford FC, Wigan Athletic FC a nizozemském Vitesse.

## Reprezentační kariéra
McEachran reprezentoval Anglii na mládežnických úrovních, byl členem týmu, který vyhrál Mistrovství Evropy ve fotbale hráčů do 17 let 2010. V roce 2010 byl pozván do týmu U21 na přípravný zápas s Německem, kde poprvé nastoupil v základní sestavě.

## Klubové statistiky
| Klub    | Sezóna  | Liga   | Liga | Liga      | FA Cup | FA Cup | FA Cup | Carling Cup | Carling Cup | Carling Cup | Evropa | Evropa | Evropa | Celkem | Celkem | Celkem |
| Klub    | Sezóna  | Zápasy | Góly | Asistence | Zápasy | Góly   | Asist. | Zápasy      | Góly        | Asist.      | Zápasy | Góly   | Asist. | Zápasy | Góly   | Asist. |
| ------- | ------- | ------ | ---- | --------- | ------ | ------ | ------ | ----------- | ----------- | ----------- | ------ | ------ | ------ | ------ | ------ | ------ |
| Chelsea | 2010–11 | 4      | 0    | 0         | 0      | 0      | 0      | 1           | 0           | 0           | 6      | 0      | 0      | 11     | 0      | 0      |
| Celkem  | Celkem  | 4      | 0    | 0         | 0      | 0      | 0      | 1           | 0           | 0           | 6      | 0      | 0      | 11     | 0      | 0      |

stav ke dni 20.12.2010